# 슈쿠가와라역 (가나가와현)
슈쿠가와라역(일본어: 宿河原駅, しゅくがわらえき)은 일본 가나가와현 가와사키시 다마구에 있는 동일본 여객철도(JR동일본) 난부 선의 철도역이다.

## 역 구조
- 상대식 승강장 2면 2선의 지상역.
- 개찰구는 1번선 승강장의 노보리토 쪽에 있다.
- 2번선에 인접하고 유치선이 2개 있다.

### 타는 곳
| 1 | ■ 난부 선 | 노보리토·후추혼마치·다치카와 방면           |
| 2 | ■ 난부 선 | 무사시미조노쿠치·무사시코스기·가와사키 방면 |

## 이용 상황
2009년도의 1일 평균 승차 인원수는 7,285명이었다.
- 노보리토역에서 앞의 난부 선 다치카와역 방면을 향하는 승객이 노보리토 행 전철에 탄 경우의 갈아타는 역으로서 안내된다.

## 역사
- 1927년 3월 9일 - 난부 철도 가와사키역 - 노보리토역 간의 개통시에 개업.
- 1944년 4월 1일 - 난부 철도의 국유화에 의해 일본국유철도 난부 선의 철도역이 된다.
- 1958년 11월 1일 - 화물 취급을 폐지.
- 1987년 4월 1일 - 국철 분할 민영화에 의해 동일본 여객철도의 철도역이 된다.
- 2001년 11월 18일 - IC 커드 승차권 Suica의 공용을 개시.

## 인접한 역
| 동일본 여객철도 난부 선  | 동일본 여객철도 난부 선 | 동일본 여객철도 난부 선      |
| ------------------------ | ----------------------- | ---------------------------- |
| JN 12 구지 가와사키 방면 | 난부 선                 | JN 14 노보리토 다치카와 방면 |